# Hydrangea
El género Hydrangea incluye plantas ornamentales, comúnmente conocidas como hortensias, nativas del sur y el este de Asia (concretamente de China, Corea, el Himalaya, Indonesia y Japón) y de América. La mayor diversidad de especies de este género se encuentra en las zonas de China, Corea y Japón.
La mayoría son arbustos de entre uno a tres metros de altura, algunas son árboles pequeños y otras son lianas que pueden alcanzar los treinta metros trepando por los árboles. Pueden ser de hoja caduca o de hoja perenne, no obstante las más ampliamente cultivadas, que son especies de climas templados, son de hoja caduca. Comprende doscientas especies descritas y de estas solo cuarenta y tres aceptadas.
Algunas especies del género Schizophragma también se conocen con el nombre común de hortensias como es el caso de Schizophragma hydrangeoides.

## Descripción
Las hortensias nacen desde el inicio de la primavera hasta finales del otoño; éstas se encuentran agrupadas en ramos en el extremo de los tallos. Cada flor individual de hortensia es relativamente pequeña; sin embargo, el despliegue de color está acrecentado por un círculo de brácteas modificadas alrededor de cada flor.
Sus flores pueden ser rosas, blancas, o azules, dependiendo en parte del pH del suelo. En suelos relativamente ácidos, con pH entre 4,5 y 5, las flores se hacen azules; en suelos más alcalinos, con pH entre 6 y 6,5, las flores adquieren un color rosa; y en suelos alcalinos con pH alrededor de 8, las flores crecen blancas.

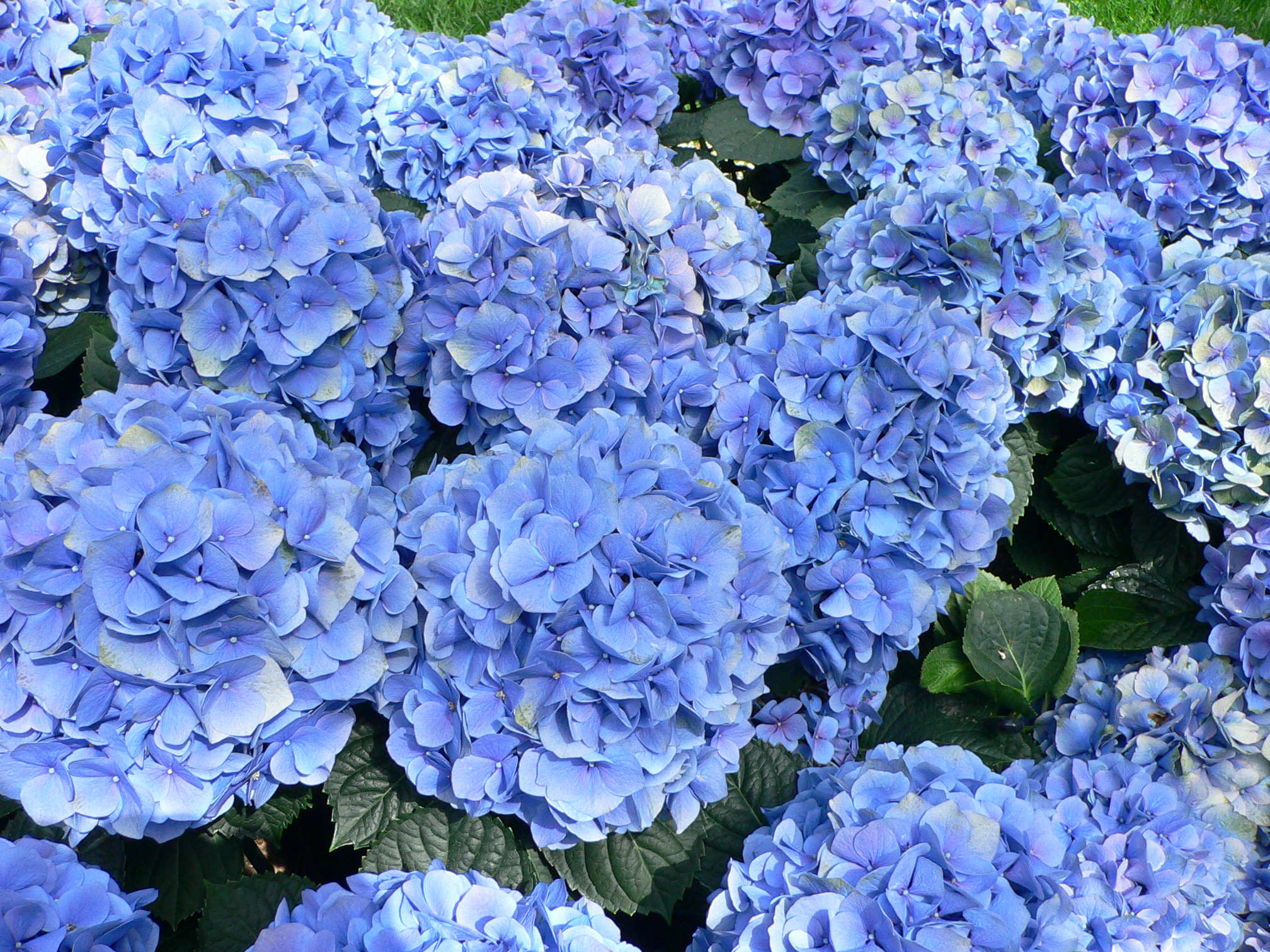
Hortensia macrophylla, variante azul.

Se puede forzar la coloración rosada de las flores, usando fertilizantes ricos en nitrógeno y fósforo y pobres en potasio, como nitrato de calcio, mientras que si se desean flores azules, los fertilizantes han de ser ricos en potasio y pobre en nitrógeno y fósforo. La floración azul también puede requerir el aporte de abonos acidificantes tales como: sulfato amónico, nitrato amónico, sulfato potásico, etc. También se puede añadir sulfato de aluminio si las medidas anteriores son insuficientes. La adición cuidadosa de carbonato sódico al suelo puede producir una floración multicolor.
Las hortensias se cuentan entre las escasas plantas que acumulan aluminio. Obtienen el aluminio de los suelos ácidos, y forma complejos en la flor que les proporciona su color azul.

## Cultivo y usos
La hortensia se cultiva desde tiempos remotos como planta ornamental en Japón, y desde mediados del siglo XIX también de forma extensiva en otras áreas del mundo con climas templados. Es una planta ornamental muy popular por sus enormes cabezas florales. La especie H. macrophylla es la más ampliamente cultivada, con cerca de seiscientos cultivares conocidos. La poda regular evita que el arbusto crezca demasiado hacia arriba, lo que suele provocar que el peso de los tallos se haga excesivo, pudiendo las puntas de los tallos doblarse hacia el suelo y partirse.
Otras variedades solamente florecen en tallos viejos. Los nuevos tallos resultantes de las podas, pueden no producir flores la siguiente temporada.
- Riego: En el período primaveral-veraniego los riegos de las hortensias tienen que ser abundantes y frecuentes, de modo que el sustrato siempre esté húmedo (pero no empapado). Además, es aconsejable pulverizar a menudo la cabellera (con agua no calcárea) para crear un entorno húmedo adecuado a la planta de hortensia, pero estando atentos al hecho que una excesiva humedad puede favorecer el desarrollo de hongos y otros parásitos.
- Reproducción: La forma más habitual de multiplicar las hortensias es a través de esquejes tomados tras la floración, principalmente en otoño o primavera. Las condiciones de enraizado exigen sombra parcial, un alto grado de humedad, un buen drenaje para evitar los encharcamientos y temperaturas no demasiado bajas.[2]
- Plagas y enfermedades: Las principales plagas de la hortensia son el pulgón y la araña roja, para lo que se utilizan insecticidas y acaricidas. También es frecuente la aparición de hongos como el oídio, que se tratará con fungicidas. Cuando el pH del suelo es demasiado alcalino puede producirse una carencia de hierro que se conoce como clorosis, que produce una tonalidad amarilla en las hojas, que no se debe confundir con los cambios naturales asociados a la caída de la hoja en el otoño. El tratamiento consiste en la aplicación de fertilizantes ricos en hierro.[2]
- Cuidados necesarios: Este arbusto requiere un terreno húmedo y bien drenado; en caso de falta de agua las flores se marchitarán con más rapidez. Se suele realizar una poda tras la floración para mantener la forma y estimular el crecimiento de nuevos tallos, con todo puede ser necesario el uso de tutores. Durante el período de floración es recomendable abonar con frecuencia.[2]

## Otros usos
Recientemente, se ha puesto de moda en algunos países como Alemania y Francia fumar las flores de las hortensias por sus efectos alucinógenos aunque esta práctica es peligrosa porque durante su combustión se produce ácido cianhídrico, un componente muy tóxico.

## Taxonomía
El género fue descrito por Carlos Linneo y publicado en Species Plantarum 1: 397. 1753. La especie tipo es: Hydrangea arborescens
Etimología
Hydrangea: nombre genérico que deriva de las palabras griegas:  (ὕδωρ hydra) que significa "agua" y  ἄγγος (gea) que significa "tierra", lo cual en combinación originaría el valor de "florero"  o "vasos de agua" en referencia a la característica forma de sus cápsulas en forma de copa.

## Especies
Hay alrededor de cuarenta y tres especies aceptadas en el género Hydrangea. Entre las especies seleccionadas se incluyen:
- Hydrangea anomala  Himalaya, sudeste China.
- Hydrangea arborescens  Este de América del Norte.
- Hydrangea aspera. China, Himalaya.
- Hydrangea bretschneideri. China.
- Hydrangea candida. China.
- Hydrangea caudatifolia. China.
- Hydrangea chinensis. China.
- Hydrangea chungii. China.
- Hydrangea cinerea Este de los Estados Unidos.
- Hydrangea coacta. China.
- Hydrangea coenobialis. China.
- Hydrangea davidii. China.
- Hydrangea dumicola. China.
- Hydrangea gracilis. China.
- Hydrangea heteromalla. Himalaya, China.
- Hydrangea hirta. Japón.
- Hydrangea hypoglauca. China.
- Hydrangea integrifolia. China.
- Hydrangea involucrata. Japón y Taiwán.
- Hydrangea kawakamii. Taiwán.
- Hydrangea kwangsiensis. China.
- Hydrangea kwangtungensis. China.
- Hydrangea lingii. China.
- Hydrangea linkweiensis. China.
- Hydrangea longifolia. China.
- Hydrangea longipes. Oeste de China.
- Hydrangea macrocarpa. China.
- Hydrangea macrophylla  Sur de Japón y Corea.
- Hydrangea mangshanensis. China.
- Hydrangea paniculata   China, Japón, Corea, Sajalín.
- Hydrangea petiolaris  Japan, Corea, Sajalín.
- Hydrangea quercifolia Estados Unidos.
- Hydrangea radiata  Estados Unidos.
- Hydrangea robusta. China, Himalaya.
- Hydrangea sargentiana. Oeste de China.
- Hydrangea scandens. Japón y hacia el sur de las Filipinas.
- Hydrangea serrata. Japón y Corea.
- Hydrangea serratifolia. Chile y Argentina.
- Hydrangea stenophylla. China.
- Hydrangea strigosa. China.
- Hydrangea stylosa. China.
- Hydrangea sungpanensis. China.
- Hydrangea xanthoneura. China.
- Hydrangea zhewanensis. China.